# Denotarisia
Denotarisia là một chi rêu trong họ Jungermanniaceae.